# Kinder Sorpresa

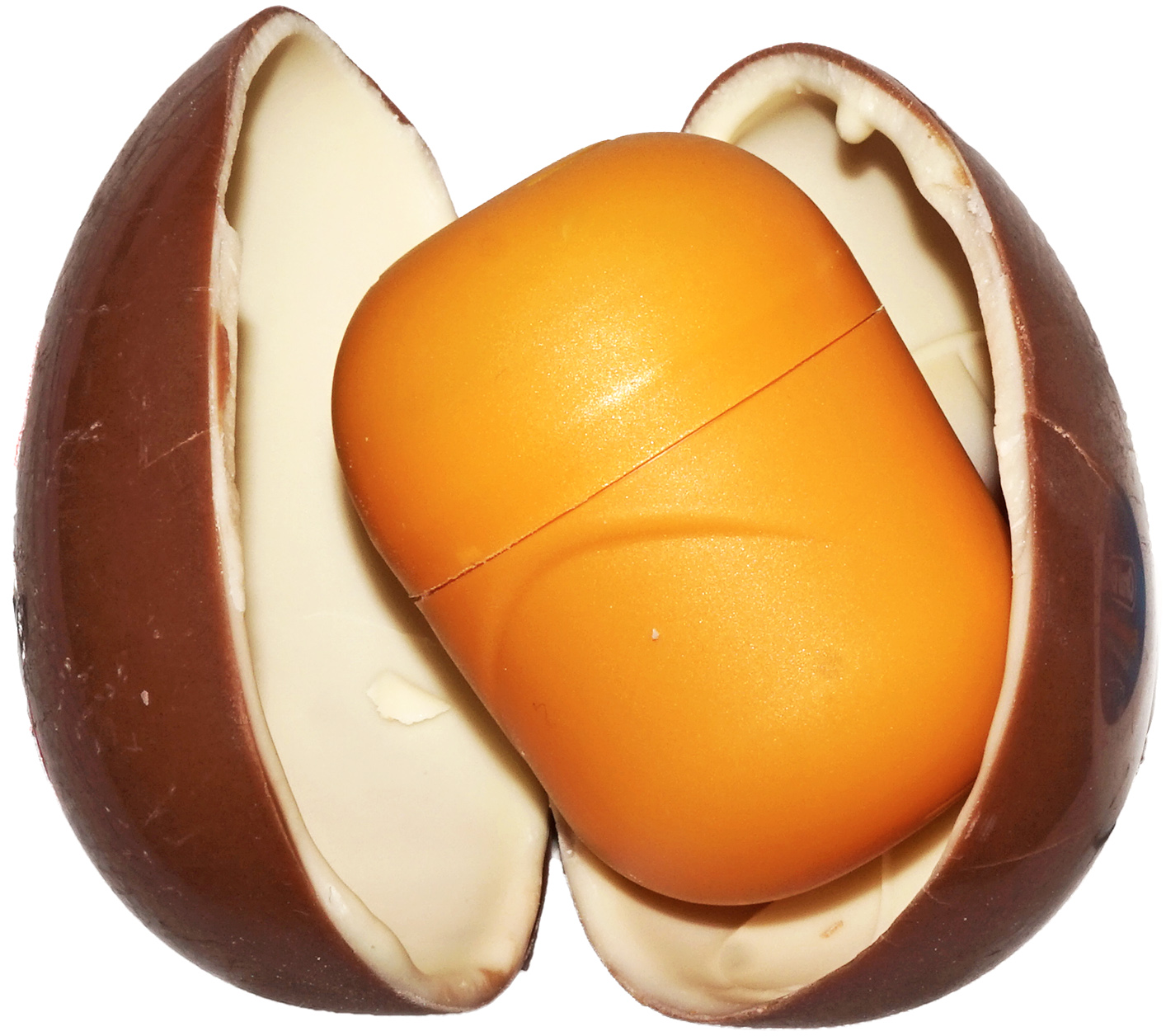
Kinder Sorpresa abierto por la mitad

Kinder Sorpresa, también conocido popularmente como Huevo Kinder, es un producto alimenticio Italiano elaborado por la casa Ferrero, que se vende en varios países del mundo. Pertenece a la línea infantil Kinder Ferrero que también comercializa barritas de chocolate y otros productos como Kinder Bueno.
El producto consiste en un huevo de chocolate, con una capa interna de chocolate blanco, que contiene una cápsula de plástico con una sorpresa —habitualmente un muñeco o juguetes pequeños compuestos de varias partes encastrables— en su interior, de forma similar a un huevo de Pascua.

## Historia
Kinder Sorpresa fue creado por la marca italiana Ferrero en 1974. Su principal mercado se encuentra en Europa, aunque también se distribuye en algunos países de Oceanía y América Latina. Se atribuye su invención al diseñador italiano William Salice, aunque este siempre ha asegurado que la idea original era de Michele Ferrero.
Además de varios juegos, se lanzan habitualmente colecciones de figuras pintadas a mano con un tema determinado y limitadas. En los últimos años también se ha introducido las "sorpresas de Internet" que consisten en un código, en un papel dentro de la cápsula junto con el juguete, que deberá introducirse en el portal de Internet de Kinder. Normalmente permite abrir un minijuego. 
Al igual que muchos productos de Ferrero, Kinder Sorpresa no se comercializa durante el verano. En su lugar, lo sustituye un producto llamado Kinder Joy, en el que en su interior contiene, por una parte, la sorpresa y, en la otra, la crema con dos bolas de chocolate.

## Controversia
La distribución de Kinder Sorpresa es ilegal en Estados Unidos según una ley de 1938 que prohíbe cualquier alimento con objetos no nutritivos en su interior. Dicha prohibición quedó ratificada en 1997 con el veto a importar este producto porque el juguete del interior puede contener piezas pequeñas. En la Unión Europea se aprobó una ley similar en 2008 que prohibía rellenar alimentos con objetos no correctamente embalados, pero que considera dos excepciones: el roscón de Reyes (tradicionalmente consumido en España) y el huevo o mona de Pascua, categoría en la que Kinder Sorpresa está incluida.
Se han dado casos aislados de niños que han fallecido por asfixia al ingerir el juguete del huevo: uno en una menor de tres años, otro en una niña de tres años y medio, y otro en un niño de cuatro años. Al respecto, Ferrero advierte en su etiquetado que el Kinder Sorpresa no es apto para menores de tres años porque «las partes pequeñas podrían ser ingeridas o inhaladas».
En Reino Unido se debatió la prohibición en 1985 y el dictamen del Departamento de Comercio e Industria británico fue contrario a la misma, a través del siguiente argumento: «la muerte del niño fue causada por la ingestión de una pequeña pieza del contenido del huevo. Otros productos y juguetes con piezas pequeñas están disponibles en el mercado. Si tuviéramos que prohibir todos los productos que pueden ser ingeridos por los niños, quedarían muy pocos juguetes en las tiendas».
Chile no permite la comercialización de Kinder Sorpresa desde junio de 2016, por aplicación de la ley de etiquetado que impide orientar la publicidad de los alimentos que tengan sellos de advertencia a menores de catorce años, por lo que les queda prohibido expresamente incluir juguetes, y cuyo objetivo final es prevenir la obesidad infantil.